# Carsten Könneker

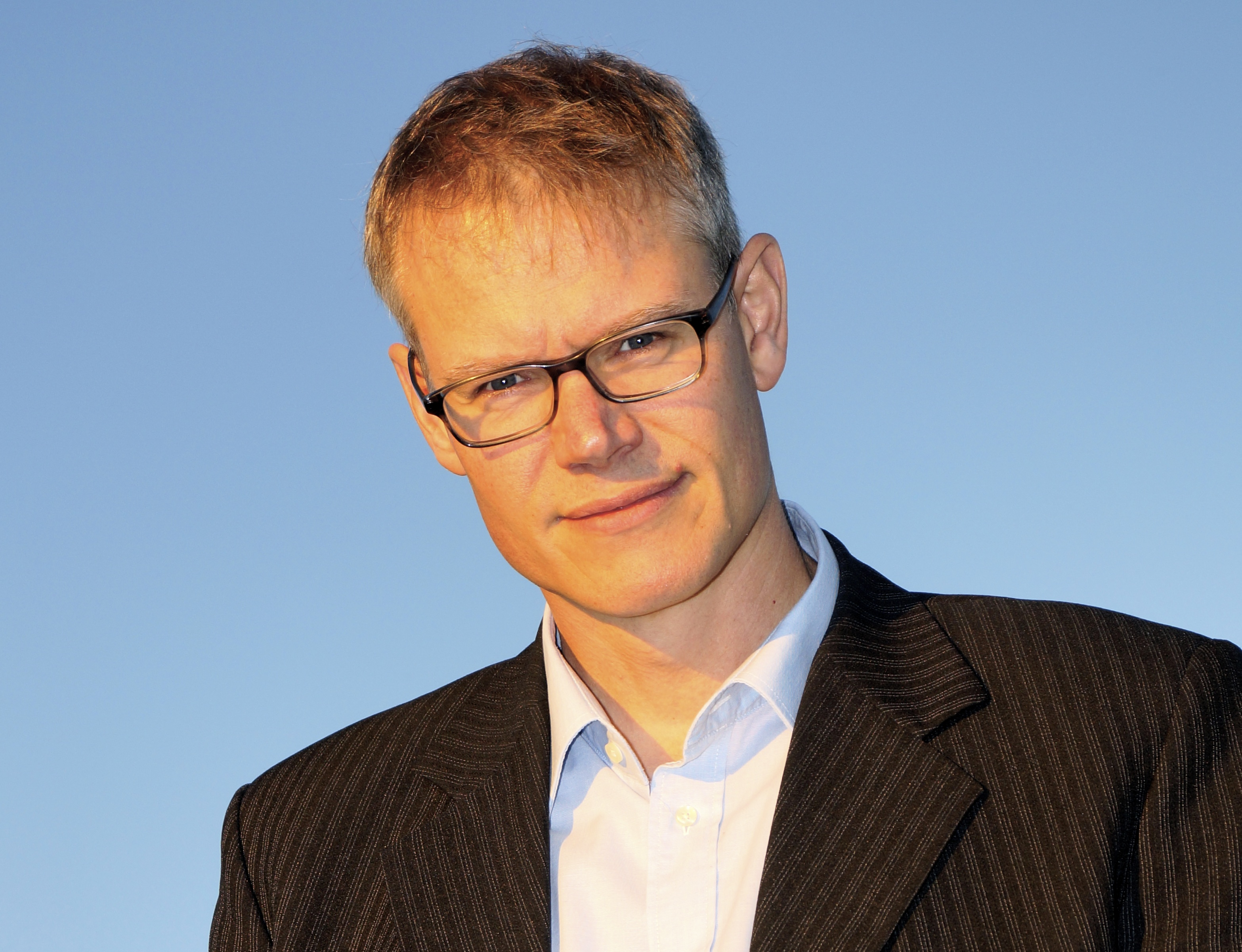
Carsten Könneker (2014)

Carsten Könneker (* 15. Februar 1972 in Leverkusen) ist ein deutscher Physiker, Literaturwissenschaftler, Wissenschaftsjournalist, Wissenschaftskommunikator und Wissenschaftsförderer. Von 2010 bis 2019 war er Chefredakteur des Wissenschaftsportals Spektrum.de sowie der Zeitschrift Spektrum der Wissenschaft; bereits von 2004 bis 2019 war er Chefredakteur des Wissenschaftsmagazins Gehirn&Geist. Außerdem war er von 2012 bis 2018 Inhaber des Lehrstuhls für Wissenschaftskommunikation und Wissenschaftsforschung am Karlsruher Institut für Technologie sowie von 2019 bis 2022 Geschäftsführer der Klaus Tschira Stiftung.

## Leben
Könneker studierte Physik (Diplom 1998) sowie Germanistik, Philosophie und Kunstgeschichte (Master of Arts 1997) an der RWTH Aachen, der Universität zu Köln, der Universität Blaise Pascal Clermont-Ferrand II sowie der Washington University in St. Louis. 2000 promovierte er an der Universität zu Köln mit der Arbeit Auflösung der Natur, Auflösung der Geschichte über den Einfluss der populärwissenschaftlichen Rezeption moderner Physik auf die Literatur der Weimarer Republik und die Entstehung des Nationalsozialismus.
In seiner Dissertation auf dem Gebiet der Wissenschaftskommunikation analysierte Könneker den Einfluss öffentlicher Diskurse über die moderne Physik auf die nationalsozialistische Ideologie und Politik, was kontrovers diskutiert wurde.
Nach Abschluss der Dissertation begann Könneker im Jahr 2000 als Nachwuchs-Führungskraft der Verlagsgruppe Georg von Holtzbrinck bei Spektrum der Wissenschaft (Heidelberg). 2001/02 war er maßgeblich an der Entwicklung des Wissenschaftsmagazins Gehirn&Geist beteiligt, das er von Januar 2004 bis September 2019 als Chefredakteur leitete. 2007 gründete er das wissenschaftliche Blogportal SciLogs sowie die Zeitschrift epoc. Im September 2010 wurde Könneker von der Verlagsgruppe Georg von Holtzbrinck zusätzlich zum Chefredakteur der Zeitschrift Spektrum der Wissenschaft sowie des Webportals Spektrum.de berufen. 2011 erschien das erste Heft der von ihm entwickelten Kinderzeitschrift Spektrum neo, für die er 2012 mit dem Werner und Inge Grüter-Preis für Wissenschaftsvermittlung ausgezeichnet wurde. Könneker entwickelte außerdem das populärwissenschaftliche Magazin Spektrum Psychologie, das er von 2018 bis 2019 als Gründungschefredakteur auch selbst leitete. Neben seiner Tätigkeit bei Spektrum der Wissenschaft war Könneker auch als Herausgeber und Autor aktiv.

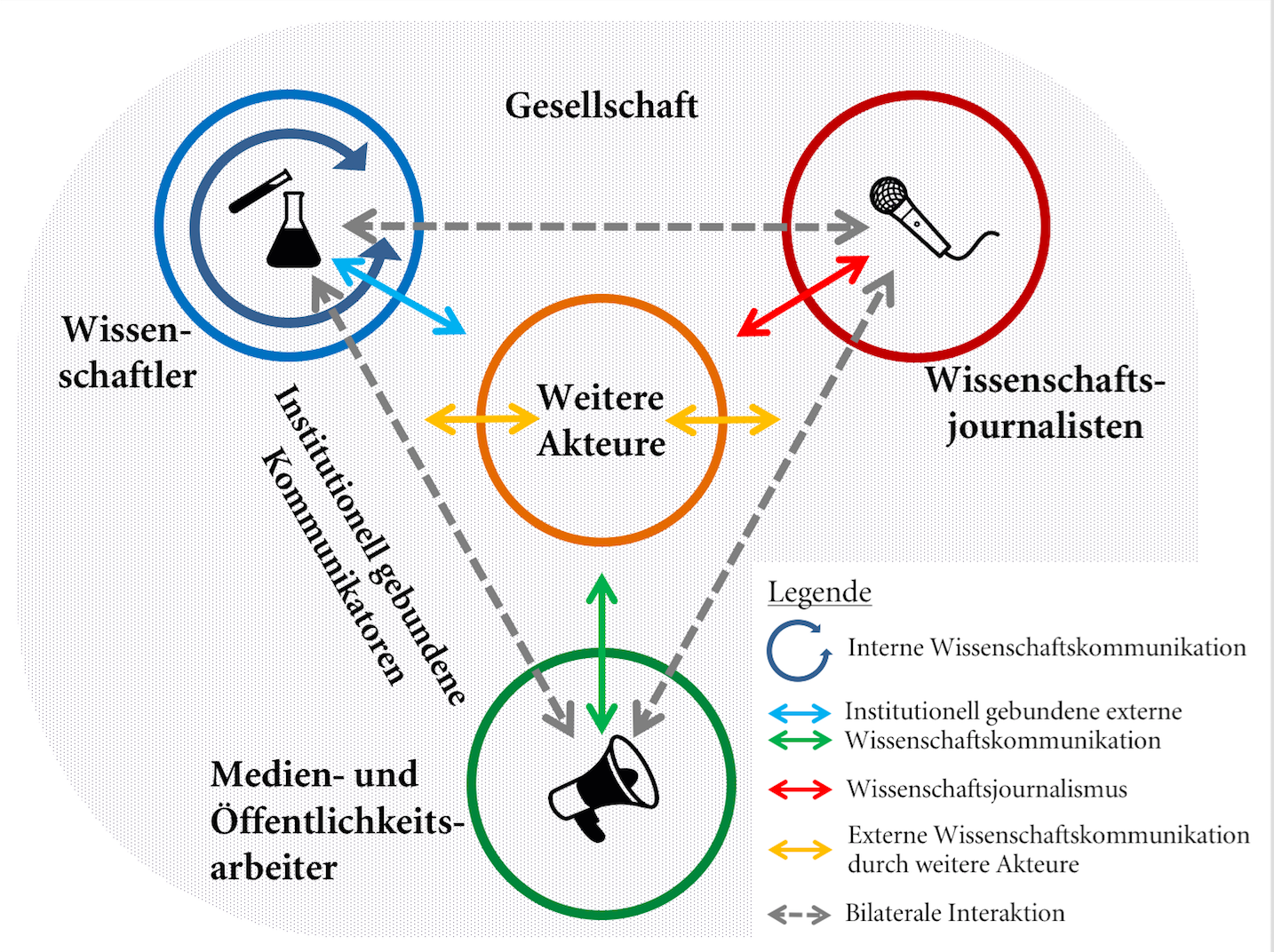
Modell der Wissenschaftskommunikation nach Carsten Könneker

Von 2012 bis 2018 bekleidete Könneker darüber hinaus eine W3-Professur für Wissenschaftskommunikation und Wissenschaftsforschung am KIT, wo er den zum Wintersemester 2012/13 erstmals angebotenen Studiengang „Wissenschaft – Medien – Kommunikation“ mit entwickelte. Außerdem entwickelte er ein Modell der Wissenschaftskommunikation nach Akteuren. Von 2012 bis 2015 leitete er zudem als Gründungsdirektor das von der Klaus Tschira Stiftung geförderte Nationale Institut für Wissenschaftskommunikation (NaWik).
Von Oktober 2019 bis November 2022 war Könneker Geschäftsführer der Klaus Tschira Stiftung und dort u. a. verantwortlich für den Bau des Forum Deutsche Sprache in Mannheim. Seit Juli 2020 ist er Vorstand der HITS-Stiftung, der Hauptgesellschafterin des Heidelberger Instituts für Theoretische Studien (HITS) und alleinigen Gesellschafterin des Heidelberg Institute for Geoinformation Technology (HeiGIT).
Könneker ist seit 2023 Mitglied des Universitätsrates der Universität Konstanz, seit 2021 Vorsitzender des Aufsichtsrats des Science Media Center Germany (Köln). Seit 2016 ist er Mitglied des Aufsichtsrats des Nationalen Instituts für Wissenschaftskommunikation (Karlsruhe) und seit 2010 Mitglied der Jury des Georg von Holtzbrinck-Preises für Wissenschaftsjournalismus. Außerdem ist er seit 2020 Mitglied des Fachbeirats des Forum Deutsche Sprache und seit 2023 Mitglied des Wissenschaftlichen Beirats des Forum Wissen der Georg-August-Universität Göttingen. Von 2016 bis 2018 war er Mitglied der Jury des Landesforschungspreises Baden-Württemberg.
Er ist seit 2020 Mitglied des Kuratoriums des Max-Planck-Instituts für Astronomie (Heidelberg). Von 2011 bis 2023 war er Mitglied des Kuratoriums des Max-Planck-Instituts für Kernphysik (Heidelberg), von 2018 bis 2022 Mitglied des Kuratoriums des Max-Planck-Instituts für medizinische Forschung (Heidelberg) und von 2008 bis 2013 war er Vorsitzender des Kuratoriums des Max-Planck-Instituts für Kognitions- und Neurowissenschaften (Leipzig).
Als Jugendlicher war Könneker ein erfolgreicher Leichtathlet. 1990 war er Deutscher Jugendmeister mit der 4-mal-100-Meter-Staffel der LG Bayer Leverkusen. Im selben Jahr stellte er bei den Deutschen Jugend-Mehrkampfmeisterschaften in Ulm mit der Jugend-Mehrkampf-Mannschaft der LG Bayer Leverkusen einen neuen deutschen Jugendrekord in der 5-Kampf-Mannschaftswertung (Altersklasse bis 19 Jahre) auf.

## Schriften (Auswahl)
Monografien
- Wissenschaft kommunizieren. Ein Handbuch mit vielen praktischen Beispielen. Wiley-VCH, Weinheim 2012, ISBN 978-3-527-32895-6.[25][26][27]
- „Auflösung der Natur – Auflösung der Geschichte“. Moderner Roman und NS-„Weltanschauung“ im Zeichen der theoretischen Physik. J. B. Metzler, Stuttgart u. a. 2001, ISBN 3-476-45262-X (Zugleich: Köln, Universität, Dissertation, 2000).[1][3][4][2]

als Herausgeber
- Fake oder Fakt? Wissenschaft, Wahrheit und Vertrauen. Springer, Berlin / Heidelberg 2018, ISBN 978-3-662-56316-8.[28]
- Unsere digitale Zukunft. In welcher Welt wollen wir leben. Springer, Berlin / Heidelberg 2017, ISBN 978-3-662-53836-4.[29]
- Wer erklärt den Menschen? Hirnforscher, Psychologen und Philosophen im Dialog (= Fischer-Taschenbücher 17331 Gehirn & Geist). Fischer-Taschenbuch-Verlag, Frankfurt am Main 2006, ISBN 3-596-17331-0.[30]
- Kultur und Wissenschaft beim Übergang ins „Dritte Reich“. Tectum, Marburg 2000, ISBN 3-8288-8120-3.

Aufsätze und Buchbeiträge
- The Challenge of Science Communication in the Age of AI. In: Stanford Social Innovation Review. 21. März 2024, abgerufen am 5. April 2024.
- Vertrauensbildende Wissenschaftskommunikation. In: wissenschaftskommunikation.de. 12. Februar 2024, abgerufen am 5. April 2024.
- Wissenschaftskommunikation und Social Media: Neue Akteure, Polarisierung und Vertrauen. In: Michael Jungert, Andreas Frewer, Erasmus Mayr (Hrsg.): Wissenschaftsreflexion. Interdisziplinäre Perspektiven zwischen Philosophie und Praxis. mentis, Paderborn 2020, ISBN 978-3-95743-178-3, S. 419–441.
- Es geht ums Ganze! In: helmholtz.de. 21. Mai 2019, abgerufen am 13. April 2022.
- mit Philipp Niemann und Christoph Böhmert: Young Researchers and Science Communication: Results of an Extensive Survey In: lindau-nobel.org. 30. Januar 2019, abgerufen am 26. Juni 2019.
- mit Philipp Niemann und Christoph Böhmert: Weniger Wertschätzung, weniger Engagement. Zur Situation der Wissenschaftskommunikation in Deutschland. In: Forschung und Lehre. 10/2018, S. 870–872.
- Vertrauen, Misstrauen, Social Media – Schlüsse aus dem Wissenschaftsbarometer 2018. In: wissenschaftskommunikation.de. 27. September 2018, abgerufen am 10. Oktober 2018.
- mit Philipp Niemann: Wer marschiert da – und wofür? Ergebnisse einer nicht-repräsentativen Befragungsstudie zur Teilnahme am „March for Science“ in Deutschland. In: wissenschaftskommunikation.de. 24. April 2017, abgerufen am 15. Oktober 2018.
- Wissenschaftskommunikation in vernetzten Öffentlichkeiten. In: H. Bonfadelli, B. Fähnrich, C. Lühtje, J. Milde, M. Schäfer, M. Rhomberg (Hrsg.): Forschungsfeld Wissenschaftskommunikation. Springer VS, Wiesbaden 2016, S. 453–476 doi:10.1007/978-3-658-12898-2_24.
- Kopenhagener Deutung versus Multiversum. Narrativierte Physik in Juli Zehs Roman 'Schilf'. In: Gegenwartsliteratur. Band 14, 2015, S. 103–120.
- Mit Beatrice Lugger: Public Science 2.0 – Back to the Future. In: Science. Band 342, Nr. 6154, 4. Oktober 2013, S. 49–50. doi:10.1126/science.1245848.
- Gesicht zeigen in der digitalen Welt. Wissenschaftskommunikation via Internet. In: Forschung & Lehre. Nr. 8/2012, S. 662–663.
- Zwischen Wahrheit und Dichtung. Journalistisch vermittelte Technikkatastrophen. In: Rudolf Drux (Hrsg.): Entfesselte Kräfte. Technikkatastrophen und ihre Vermittlung (= Inklings Jahrbuch für Literatur und Ästhetik. Band 25). Brendow, Moers 2007, ISBN 978-3-86506-232-1, S. 92–106.
- „Katastrophal für bürgerliche Hirne“. Relativitätstheorie und völkische Propaganda in der Weimarer Republik. In: Michael Hagner (Hrsg.): Einstein on the Beach. Der Physiker als Phänomen (= Fischer-Taschenbücher 16515). Fischer-Taschenbuch-Verlag, Frankfurt am Main 2005, ISBN 3-596-16515-6, S. 79–95.
- Das Zeitalter der Komplementarität. Moderne Physik als Bezugsgröße postmoderner Toleranz. In: Christine Maillard (Hrsg.): Littérature et théorie de la connaissance. 1890–1935. (= Literatur und Erkenntnistheorie.). Presses Universitaires de Strasbourg, Strasbourg 2004, ISBN 2-86820-262-4, S. 141–157.
- Dupliks, ULOs und Upgrades des Menschen: Romanliteratur im Zeichen der neuen Biotechnologie. In: Gegenwartsliteratur. Band 1, 2002, ISSN 1617-8491, S. 134–154.
- „Ungereimtheiten und Abstrusitäten“. Zur Vulgarisierung der Relativitätstheorie im 2. und 3. Jahrzehnt des 20. Jahrhunderts. In: Christine Maillard, Michael Titzmann (Hrsg.): Literatur und Wissen(schaften) 1890–1935. Metzler, Stuttgart u. a. 2002, ISBN 3-476-45282-4, S. 51–72.
- Raum der Zeitlosigkeit. Thomas Manns Zauberberg und die Relativitätstheorie. In: Thomas-Mann-Jahrbuch. Band 14, 2001, ISSN 0935-6983, S. 213–224.
- Harry Potter – ein neuer Klassiker der Kinder- und Jugendliteratur. In: Praxis Deutsch. Band 27 (= Heft 161), Mai 2000, ISSN 0341-5279, S. 7–9.
- Moderne Wissenschaft und moderne Dichtung. Hermann Brochs Beitrag zur Beilegung der „Grundlagenkrise“ der Mathematik. In: Deutsche Vierteljahrsschrift für Literaturwissenschaft und Geistesgeschichte. Band 73, 1999, ISSN 0012-0936, S. 319–351.
- Hermann Brochs Unbekannte Größe. In: Orbis Litterarum. Band 54, 1999, ISSN 0105-7510, S. 439–463.
- Hermann Brochs Rezeption der modernen Physik. Quantenmechanik und „Unbekannte Größe“. In: Zeitschrift für deutsche Philologie. Band 118, 1999, ISSN 0949-1678, S. 205–239.

## Belege
1. 1 2  Ulrich Kühne: Naturwissenschaft und Weltanschauung – Tante Bibi im All. In: Süddeutsche Zeitung. 4. Februar 2002. Abgerufen am 9. Januar 2009.
2. 1 2  pro-physik.de: Rezension der Dissertation
3. 1 2  Peter Mittelstaedt:  Von Einstein zu Hitler: Eine Wirkungsgeschichte der modernen Physik. Spektrum der Wissenschaft, 3. September 2001. Abgerufen am 9. Januar 2014.
4. 1 2  Kersten Knipp: Auflösung der Natur, Auflösung der Geschichte. In: Deutschlandfunk Büchermarkt. 10. September 2002. Abgerufen am 12. Oktober 2018.
5. ↑  Für „Spektrum neo“: Carsten Könneker wird mit dem Werner und Inge Grüter-Preis für Wissenschaftsvermittlung 2012 ausgezeichnet. bei spektrum.de; abgerufen am 3. Juli 2012.
6. ↑  Ideales Feindbild: Wie die Nazis Einstein für ihre Zwecke missbrauchten. In: Spiegel Online. 19. Januar 2005, abgerufen am 9. Januar 2014.
7. ↑  Es geht ums Ganze! In: helmholtz.de. 21. Mai 2019, abgerufen am 13. April 2022.
8. ↑  Der Rechner ergreift das Wort. In: faz.net. 11. Oktober 2023, abgerufen am 12. Oktober 2023.
9. ↑  Carsten Könneker auf der Seite des KIT
10. ↑  Interview mit Carsten Könneker über seine Zeit als Lehrstuhlinhaber in Karlsruhe
11. ↑  Übersichtsseite des B.A.-Studiengangs Wissenschaft - Medien - Kommunikation am KIT
12. ↑  Pressemitteilung der Klaus Tschira Stiftung
13. ↑  Interview des Sprachreport mit Carsten Könneker über den Bau des Forum Deutsche Sprache
14. ↑  Übersichtsseite HITS
15. ↑  Liste der Mitglieder des Universitätsrates der Universität Konstanz
16. ↑  CHE-Beirat
17. ↑  Der Aufsichtsrat des NaWik
18. ↑  Forum Deutsche Sprache: Konstituierende Fachbeiratssitzung
19. ↑  Wissenschaftlicher Beirat des Forum Wissen, Universität Göttingen
20. ↑  Kuratorium MPI für Astronomie
21. ↑  Kuratorium MPI für Kernphysik
22. ↑  Kuratorium MPI für medizinische Forschung
23. ↑  Die Staffel Roersch - Bittner - Könneker - Rau siegte bei den 49. Deutschen Jugendmeisterschaften vom 20. bis 22.07.1990 in Heilbronn in 41,63 s (DLV-Jahrbuch 1990/91. Offizielles Jahrbuch des Deutschen Leichtathletikverbandes, S. 296.)
24. ↑  Die Mannschaft Meier - Bittner - Könneker - Edling - Masuth erreichte bei ihrem Gewinn der Deutschen Jugendmeisterschaft in der 5-Kampf-Mannschaftswertung am 1. September 1990 in Ulm 33.235 Punkte. (DLV-Jahrbuch 1990/91. Offizielles Jahrbuch des Deutschen Leichtathletikverbandes, S. 199.)
25. ↑  Marion Katharina Millrose: Wissenschaft kommunizieren. In: biospektrum. 31. Januar 2007, archiviert vom Original (nicht mehr online verfügbar) am 13. Oktober 2018; abgerufen am 12. Oktober 2018.
26. ↑  Simone Heinrich: Könneker: Wissenschaft kommunizieren. In: PR Journal. 4. Juni 2012, abgerufen am 12. Oktober 2018.
27. ↑  Was ist Wissenschaftskommunikation? – Eine Buchbesprechung. In: Wissenschaft kommuniziert (Blog). 8. Juli 2012, abgerufen am 9. Januar 2014.
28. ↑  Wie sollte Wissenschaft kommunizieren, um Vertrauen zu bilden, Herr Könneker? In: VolkswagenStiftung.de. 11. Juli 2018, abgerufen am 12. Oktober 2018.
29. ↑  Ina Schlücker: Die digitale Zukunft. In: IT-Zoom. 2. August 2017, abgerufen am 12. Oktober 2018.
30. ↑  Viel Neuro, wenig Kritik. In: literaturkritik.de. 31. Januar 2007, abgerufen am 23. Februar 2016.

| Personendaten    | Personendaten                     |
| ---------------- | --------------------------------- |
| NAME             | Könneker, Carsten                 |
| KURZBESCHREIBUNG | deutscher Wissenschaftsjournalist |
| GEBURTSDATUM     | 15. Februar 1972                  |
| GEBURTSORT       | Leverkusen                        |